# Iván (chanteur)
 (octobre 2014).
Si vous disposez d'ouvrages ou d'articles de référence ou si vous connaissez des sites web de qualité traitant du thème abordé ici, merci de compléter l'article en donnant les références utiles à sa vérifiabilité et en les liant à la section « Notes et références ».
Pour les articles homonymes, voir Ivan.
Iván (né le 17 juillet 1962 à Madrid), de son vrai nom Juan Carlos Ramos Vaquero, est un chanteur espagnol.

## Carrière
Ivan est prédestiné à une carrière de footballeur mais il perce finalement dans le show-business, avec notamment une reprise de la chanson d'Alain Bashung, intitulée Oh Gaby. Le prénom Iván est proposé par sa maison de disques. Il est particulièrement populaire dans les années 1980 dans le genre musical italo disco avec des morceaux tels que Fotonovela (1984) (3e en France), Baila (1985), et Hey Mademoiselle (1986). 
Plusieurs albums paraissent dont A solas, Tiempo de Ivan, Vuelta a casa, Mas dificil, Baila, Hey Mademoiselle, et plus récemment Versos diversos en 2000. En 2004 sort un album reprenant les meilleures chansons d'Ivan ainsi qu'une nouvelle version de Te quiero tanto et un nouveau titre Para hacerte mas feliz. Dès lors, il monte sa propre maison de production JCK Musik[réf. nécessaire]. 
En mai 2011, Ivan fait une tournée aux États-Unis, à Los Angeles, Las Vegas, Houston, San Diego... 
Le 5 janvier 2012, il sort un tout nouveau single Corazon encadenado (This old heart of mine), en téléchargement légal sur feelnoise.com.
Le 4 janvier 2015, il sort un tout nouvel album intitulé Porque...te quiero tanto, regroupant d'anciens succès remis au goût du jour, réenregistrés, comme Te agradezco (version live), Bajo los caracoles de tus Cabellos (version live), Te quiero tanto, Sonarte, Por una vez mas, Caminamos juntos, mais aussi des succès plus récents, comme Un dia perfecto, Para hacerte mas feliz, Corazon encadenado et une nouvelle chanson, adaptation de Sailing de Rod Stewart, Vuelvo a casa.

## Biographie
Dès le plus jeune âge, Vaquero accompagne ses parents à des concerts de musique classique. À l'âge de 5 ans, il commence à improviser ses premières notes avec les guitares qu'il y avait à la maison. Autodidacte, avec un besoin d'exprimer ses sentiments, cela l'amène à composer sa première chanson à l'âge de 12 ans. Depuis tout jeune, il participe comme soliste dans le chœur de son collège. Sa prédisposition pour le sport l'amène à être joueur junior de son club fétiche le Réal Madrid, ce qui lui donne l'occasion de connaitre d'autres jeunes d'autres collèges, qui reconnaissent ses qualités musicales (sa guitare l'accompagne dans tous les voyages avec son équipe)[réf. nécessaire]. Il devient l'invité de festivals organisés par les différents collèges. Dès l'âge de 14 ans, le jeune chanteur occupe différentes scènes, préambule de ce qui sera et continue d'être sa vie et sa vocation. Iván est à chaque fois invité à participer dans des festivals de plus en plus grande importance, jusqu'à ce qu'en mai 1979, à l'occasion d'un festival au bénéfice de la croix rouge, un membre de CBS (actuellement Sony) s'aperçoive qu'il vient de découvrir une star. Peu de temps après, Juan Carlos part pour Londres pour enregistrer son premier album, dans lequel il y présente cinq de ses compositions. Au retour de Londres, reconverti en IVAN, son premier single Sin amor est numéro un en seulement deux semaines[réf. nécessaire]. Iván entame une tournée de 160 concerts, et avec son deuxième single Soñarte. Il n'y a pas une seule ville d'Espagne où il n'existe pas de Fans club d'Iván. Mexico ne se fait pas attendre et après quelques apparitions d'Iván dans Siempre en domigo et sa présence dans les médias mexicains, il redevient numéro un. De retour à Londres pour enregistrer son deuxième album, avec à nouveau cinq titres de sa propre composition. Le grand défi était de battre le succès du premier album[réf. nécessaire].
Te quiero tanto, balade composée par José Luis Perales, dépasse les attentes et obtient un grand succès au Mexique, Colombie, Équateur, Chili, pour seulement mentionner quelques pays qui à ce jour continuent de chanter cette belle chanson d'Iván. Les multiples concerts dans des stades ou des arènes combles confirment son énorme charisme et talent. Tiempo de Iván, son troisième album est une évolution musicale. Les nouvelles technologies sont assimilées par Iván qui entre dans le monde de la techno Oh Gaby, le thème de présentation amplifie le spectre du public, qui non seulement écoute sa musique, mais maintenant la danse aussi dans les discothèques. Les concerts continuent, et les disques d'or et de platine remplissent les murs de son studio à Madrid. En 1982, Iván est appelé par l'armée pour effectuer son service militaire à Algésiras. Ivan se voit ainsi obligé d'interrompre ses tournées pour reprendre sa carrière 18 mois plus tard. À son retour en 1984, Iván concentre son talent à la création de quelque chose de nouveau et se concentre dans le son numérique techno. Lorsque personne ne s'y attend, Iván revient sur le marché avec la chanson Fotonovela, qui remplira les pistes de danse de toute l'Europe et qui sera la chanson la plus importante de sa carrière.
Étant l'un des dix artistes les plus importants de l'année en Europe, Iván est invité à participer à la cérémonie de clôture du MIDEM à Cannes, en France[réf. nécessaire]. Les tournées en Europe se succèdent, et Baila, second single de l'album du même nom, poursuit le même chemin que Fotonovela dans les classements musicaux. Après 5 millions de disques vendus[réf. nécessaire], Iván intitule son nouvel album Hey Mademoiselle en reconnaissance et gratitude au public européen, et spécialement à ses fans en France, qui continuent à le soutenir. Iván décide alors d'avoir besoin de temps hors des scènes pour se concentrer plus à la composition et se retrouver avec ses racines pop-rock. Il termine sa relation avec CBS. En 1988, Iván compose et produit tous les thèmes de Más difícil. Dans le même temps, Iván compose des thèmes instrumentaux, qui seront des génériques pour des programmes télévisés tels que Giro de Italia ou le Paris-Dakar.
1992 coïncide avec la naissance de sa première fille Nathalia, Iván retourne dans les studios d'enregistrement, puis compose et produit Vuelta a casa. En 1994, Iván décide de déménager en Australie, à la recherche de nouveaux airs et de nouvelles idées et dans le but de se dédier à sa famille qui attend son second enfant Michael, qui naîtra cette même année à Melbourne. Il vit actuellement à Miami, aux États-Unis.

## Discographie

### Albums
- 1979 : Sin Amor
- 1980 : A solas
- 1982 : Tiempo de Ivan
- 1985 : Baila
- 1986 : Hey Mademoiselle!
- 1988 : Mas dificil
- 1992 : Vuelta a casa
- 2000 : Fotonovela
- 2004 : Sus cuatro primeros álbumes
- 2015 : Porque...te quiero tanto

### Singles
- 1979 : Sin Amor
- 1980 : Soñarte
- 1980 : Te Quiero Tanto
- 1981 : Te Agradezco
- 1982 : Oh Gaby (Oh, Gaby, Gaby)
- 1982 : Bajo los caracoles de tus cabellos
- 1984 : Fotonovela
- 1985 : Baila
- 1985 : Ya no puedo detenerme
- 1985 : Pon la Radio
- 1986 : Hey Mademoiselle!
- 1986 : Starman
- 1988 : O-A
- 1988 : Ojos de Oriental (Promo)
- 1989 : Fotonovela (Summer Remix)
- 1992 : Salvame
- 1992 : Bailar con la luna
- 2001 : Un dia perfecto
- 2012 : Corazon encadenado